# 9224 Železný
9224 Železný este un asteroid din centura principală, descoperit pe 10 ianuarie 1996, de Miloš Tichý și Zdeněk Moravec.